# 沃伊切赫·沃達雷茲克
沃伊切赫·沃達雷茲克（波蘭語：Wojciech Włodarczyk；1990年10月28日—）是一位波蘭排球運動員。他現在效力於波蘭球隊MKS Cuprum Lubin。他也是波蘭國家男子排球隊的一員。